# Микола II Хрисоверг
Микола II Хрисоверг (грец. Όικόλαος υ Χρυσοβέργης; ? — 16 грудня 991), також відомий як святий Микола II Константинопольський — вселенський патріарх в 979—991 роках. Святитель, співзасновник Київської митрополії.

## Життя
Мало відомо про життя Миколи II. В 976 році будучи митрополитом Адріанопольським, він прийняв сповідь перед смертю імператора Іоанна I Цимісхія. Миколай став патріархом після примусової відставки патріарха Антонія III. Був патріархом під час правління імператора Василя II.
Переговори з київським князем Володимиром принесли православне християнство на землі Київської Русі. Згідно з «Повістю минулих літ», в 6496 році від сотворіння світу, тобто в 988 році, до Києва прибуло посольство Константинопольського патріарха Миколи II Хрисоверга, за участі якого відбулось масове хрещення містян у водах Почайни.
Він згадується в основному й за те, що поставив в 989 році Михайла Сирійського до Києва, який став першим київським митрополитом на запрошення київського великого князя Володимира. Це сталося після Хрещення Київської держави в 988 році. В 991 році патріарх Микола II в присутності імператора Василя II та київських послів служить в храмі Св. Софії в Константинополі.
Святий Микола II висвятив Симеона Нового Богослова, коли той був обраний настоятелем монастиря в Константинополі.

## Канонізація
Під час його предстоятельства відбулося диво одкровення архангела Гавриїла до Карїса на Афоні, коли він наставив ченця славити Матір Божу молитвою «Достойно є». Посланник написав молитву на черепиці, що стала м'якою як віск під його рукою. Після цього дива черепиця була доставлена до патріарха Миколи в Константинополь. Молитва «Достойно є» до сьогоднішніх днів використовується в християнстві грецького обряду (Православ'я).
Пізніше патріарх Миколай був канонізований — 16 грудня відзначається його день як Римо-католицькою церквою, так і Православною церквою.